# Palaeorhiza priamus
Palaeorhiza priamus är en biart som beskrevs av Hirashima och Roberts 1984. Palaeorhiza priamus ingår i släktet Palaeorhiza och familjen korttungebin. Inga underarter finns listade i Catalogue of Life.